# Wanderpark Lahn-Dill-Bergland
Der Wanderpark Lahn-Dill-Bergland liegt im Naturpark Lahn-Dill-Bergland in Mittelhessen. Er besteht aus dem Hauptwanderweg Lahn-Dill-Bergland-Pfad sowie 18 sogenannten Extratouren. Die Routen erfüllen dabei die Kriterien des deutschen Wandersiegels und sind somit als Premium-Wanderweg zertifiziert.
Als zentraler Premium-Wanderweg verbindet der Lahn-Dill-Bergland-Pfad auf einer Strecke von 86 Kilometern andere große Steige wie Rothaarsteig, Rheinsteig über den Westerwaldsteig, Burgwaldpfad, über diesen den Ederhöhenweg, Lahnhöhenweg bzw. Lahnsteig sowie Rennsteig über den Elisabethpfad.

## Markierung
Die Markierungen im Wanderpark Lahn-Dill-Bergland sind dem Logo des Naturparks Lahn-Dill-Bergland nachempfunden – ein stilisierter Berg sowie ein stilisierter Fluss. Der Hintergrund ist weiß, die Farbgebung unterscheidet sich je nach Route in Blau für den Lahn-Dill-Bergland-Pfad und rot oder grün für die Extratouren.

## Extratouren
Die 19 Extratouren haben eine Länge von 7 bis 36 Kilometern und sind direkt oder über Zuwege an den Lahn-Dill-Bergland-Pfad angeschlossen.

## Verkehrsanbindung
Der Wanderpark ist gut mit dem ÖPNV zu erreichen. Per Bahn im Norden über die Obere Lahntalbahn, die in Marburg an das Fernverkehrsschienennetz angebunden ist oder im Südwesten über die Dillstrecke. Die Scheldetalbahn, die zentral den Naturpark durchqueren würde, ist seit 1987 nicht mehr in Betrieb und die Gleisanlagen wurden ab Ende der 1980er größtenteils rückgebaut. Die Regionalbuslinien 481, 407, 472 und 491 sowie weitere lokale Buslinien, die allesamt im Tarifverbund des RMV liegen, erschließen den Wanderpark.